# Jasper Maskelyne
Jasper Maskelyne (Londra, 29 settembre 1902 – Nairobi, 15 marzo 1973) è stato un illusionista inglese.
Discendente di una famosa stirpe di illusionisti, si ritiene sia stato un personaggio chiave per le sorti del secondo conflitto mondiale, anche se le teorie al riguardo sono contrastanti. Tale indecisione è dovuta al fatto che di lui si sa relativamente poco, in quanto i fascicoli britannici sulla seconda guerra mondiale sono stati desecretati solamente nel 2021, e fino ad allora la storia e il ruolo di questo illusionista si sono basati solo su ipotesi, libri e racconti, senza prove documentali attendibili.

## Biografia
Al servizio del Secret Intelligence Service e del Genio militare britannico durante la seconda guerra mondiale, ideò tecniche di mimetizzazione e mascheramento su larga scala, che permisero agli Alleati di far fallire molte azioni belliche tedesche nel Nordafrica.
Tra le operazioni di mascheramento più famose, con i suoi collaboratori dell'unità soprannominata la Banda dei Miracoli "nascose" il porto di Alessandria d'Egitto. Durante il conflitto l’aviazione italo-tedesca concentrava parte del fuoco e dei bombardamenti sulle coste dell’Egitto. Il lavoro di Jasper Maskelyne fu quello di far sparire il porto e permettere che le navi di supporto e rifornimento percorressero il canale di Suez e lo fece in maniera assolutamente brillante: prima di tutto realizzò a 10 miglia di distanza un porto fantoccio in legno, metallo, paglia e fango. Successivamente, con un gioco di veli, specchi e luci, fece sparire nella notte il porto di Alessandria e abbagliò i bombardieri tedeschi, con potenti riflettori che dominavano la parte sovrastante il canale.
Un suo secondo capolavoro, il migliore dei suoi progetti dal punto di vista ingegneristico, fu quello di creare a El Alamein, nel 1942, una propria divisione corazzata in cartone e legno, con tanto di suoni e rumori prodotti da parti meccaniche, manichini e carri armati, che furono mandati in prima linea contro le truppe tedesche mentre la vera divisione, camuffata da convoglio (i carro armati sembravano dei camion grazie ad uno schermo di cartone e ad un sistema di camuffamento delle tracce da cingoli a ruote da camion), aggirava la divisione tedesca, così da poterla attaccare di sorpresa. Questa azione militare ebbe successo e così l’Inghilterra sgominò la temuta armata di Rommel sul canale di Suez, da dove gli americani, assieme agli inglesi, prenderanno poi il controllo del mar Mediterraneo.
Con movimenti di finti camion e carri armati gonfiabili, nel giugno del 1944, fece credere ai generali di Hitler che lo sbarco in Normandia sarebbe avvenuto a Calais, sulla Manica (anche se un'altra teoria è che tale azione sia stata fatta spostando l'attenzione sulla Norvegia, dove 400.000 soldati tedeschi furono spostati, ben lontani dalla zona di sbarco), depistando così ancora una volta i tedeschi.
Studi recenti dello storico Richard Stokes hanno però rivelato che gran parte della storia circa il coinvolgimento di Jasper Maskelyne nelle operazioni di controspionaggio, come descritte nei suoi libri "White Magic" e "Magic: Top Secret", sia stata pura invenzione e che non sarebbe esistita nessuna fantomatica "Magic Gang". Il reale ruolo di Maskelyne sarebbe stato in realtà molto marginale nell'evoluzione degli eventi bellici e la sua funzione sarebbe stata quella di intrattenitore delle truppe stanziate nel Nord-Africa. Questo spiegherebbe il perché non gli venne data alcuna onorificenza al valor militare nonostante le azioni eroiche a lui ascritte.
Morì, con problemi di alcool, dopo aver aperto una scuola di guida in Kenya, solo e dimenticato.